# Auditoria energètica
L'auditoria energètica és l'anàlisi d'un edifici, sistema o procés productiu per a la minimització de la despesa d'energia. És un procés sistemàtic i una eina mitjançant la qual s'obté un coneixement suficientment fiable del consum energètic. A conseqüència de la crisi del petroli, es posà en relleu la necessitat de racionalitzar el consum energètic i fer un ús adequat d'aquest. Actualment, l'eficiència energètica i la reducció de la demanda d'energia és un aspecte cabdal en la lluita contra el canvi climàtic, essent important actuar en l'edificació, la industria i les infraestructures. Per aconseguir-ho, es realitzen estudis tècnics i econòmics que persegueixen analitzar la situació actual i proposar mesures per reduir el consum d'energia. Entre d'altres, els mètodes per aconseguir optimitzar el consum d'energia es plantegen actuacions que permeten reduir la demanda d'energia i la introducció de nous equipaments amb millors rendiments que en redueixen el consum.
La norma UNE-EN 16247 defineix el concepte com una inspecció i anàlisi sistemàtica de l'ús i consum d'energia en un emplaçament, edifici, sistema o organització amb l'objectiu d'identificar i informar sobre els fluxos d'energia i del potencial de millora de l'eficiència energètica.

## Marc normatiu i legislatiu
Disposem de legislació europea i estatal sobre el tema
La Directiva 2012/27/UE, relativa a la eficiència energètica del Parlament Europeu i del Consell de 25 d'octubre de 2012, estableix un marc comú de mesures per al foment de l'eficiència energètica dins de la Unió amb la finalitat d'assegurar la consecució de l'objectiu principal d'eficiència energètica de la Unió d'un 20% d'estalvi per al 2020.
El 12 de febrer de 2016 es publica el Reial Decret 56/2016, referent a auditories energètiques, acreditació de proveïdors de serveis i auditors energètics i promoció de la eficiència del subministrament d'energia que transposa la Directiva 2012/27/UE.
Des del punt de vista de l'auditoria energètica dels edificis, el contingut i requisits es fa segons els requeriments definits a les UNE-EN 16.247-1 i la UNE-EN 16.247-2

## Tipus d'auditoria
Hi ha tres tipus d'auditoria energètica en els edificis:

- Estudi energètic bàsic: L'estudi energètic bàsic o "test energètic" és una fase prèvia a l'auditoria. El seu objectiu principal és fer una primera valoració i verificar la conveniència de fer una auditoria energètica amb major abast i aprofundiment.
- Auditoria energètica: L'auditoria té com a objectiu conèixer la relació entre les fonts energètiques, els usos energètics i els productes o serveis generats mitjançant l'ús de l'energia. S'aconsegueix obtenint el "mapa energètic".

- Auditoria energètica del cicle de vida: Aquesta tipologia d'auditoria energètica comporta l'avaluació energètica d'un producte o servei al llarg de tot el seu cicle de vida, incloent tots els processos, materials i energies implicades. Aquest tipus d'auditoria es realitza quan es vol comparar dues tecnologies o dos productes de manera global.
- Auditoria energètica ESE. Es una auditoria en el que les dades obtingudes provenen de la monitorització i el seu contingut és més aprofundit per tal de poder ser tingut en compte en la contractació entre un consumidor i una Empresa de Serveis Energètics (ESE), que es compromet a obtenir uns resultats.

## Fases

### Preauditoria
Normalment s'estructura de la següent manera. Es realitza el primer diagnòstic de la instal·lació, la revisió inicial. En aquesta es pren contacte amb la instal·lació, s'agafa informació sobre els equips, mètodes de treball, protocols d'actuació, dades de tarifes i consums energètics (elèctrics, combustibles fòssils i energies alternatives). L'objectiu d'aquesta etapa és detectar els punts crítics de consum, mals hàbits... i establir un pla d'acció quant als períodes i punts de presa de dades, mesures i entrevistes amb el personal.

### Presa de dades
Mesures de la quantitat i tipus d'energia incorporada en cada activitat del procés (il·luminària, calefacció, aire condicionat, ventilació, aire comprimit, vapor, informàtica, comunicacions...).

### Diagnòstic
L'estudi de les dades anteriors ha de permetre identificar els punts on no s'està aconseguint un ús eficaç de l'energia i establir mesures correctores oportunes. A més de la viabilitat tècnica, s'ha d'analitzar la part econòmica, determinant les inversions, els beneficis, els costos i períodes de recuperació.

### Implantació i seguiment
Les mesures proposades s'apliquen i es fa un seguiment per comprovar que s'estan executant correctament i confirmar que efectivament milloren el rendiment del procés i per tant, s'aconsegueix l'objectiu d'estalviar energia. Un complement important a l'auditoria seria la formació i entrenament d'optimització energètica del personal.
En resum, l'auditoria com a resultat final mostrarà àrees de pèrdua d'energia que poden ser corregides, els punts vulnerables energèticament i les formes de millorar l'eficiència energètica de les parts del procés, és a dir, l'estalvi d'energia en funció de la seva rendibilitat.

## Mesures d'estalvi
Mesures d'estalvi energètiques inicials (good housekeeping):
1. Utilitzar calderes a càrrega alta per a obtenir un rendiment elevat.
2. Minimitzar les fugues de vapor.
3. Millorar l'operació de purgadors.
4. Utilitzar vapor a baixa pressió si és possible.
5. Assegurar un bon aïllament.
6. Reduir fouling d'intercanviadors de calor.
7. Sistemes d'aire comprimit.

Les mesures d'eficiència energètica en els edificis es poden estructurar segons els seus àmbits d'actuació
- Envolupant tèrmica
- Contractació energètica
- Instal·lació d'il·luminació
- Millores elèctriques
- Climatització i producció d'ACS
- Bones pràctiques

## Estratègia general
La generació conjunta d'energia tèrmica i electricitat, utilitzant sistemes de cogeneració i la producció addicional de fred, utilitzant màquines d'absorció en una central de trigeneració, suposen un augment de l'eficiència tan important com necessari per reduir els costos de producció en la indústria
L'energia elèctrica generada és consumida per la mateixa fàbrica per a satisfer les necessitats dels seus processos. L'energia sobrant produïda és venuda a la xarxa pública. Per altra banda, l'energia tèrmica i frigorífica són directament aprofitades per a obtenir alts rendiments que poden arribar al 80%.

### Cogeneració i trigeneració
La cogeneració i trigeneració ofereixen importants avantatges respecte qualsevol altre sistema de producció d'electricitat, assegurant un desenvolupament en el futur per les següents raons:
1. És el procés més eficient i menys contaminant per a produir electricitat a partir de gas natural.
2. Disminueixen pèrdues per transport a partir d'una generació distribuïda.
3. Les centrals de cogeneració instal·lades en les fàbriques, suposen per a l'empresa un estalvi de combustible i un ingrés per la venda d'energia sobrant. És a dir, els costos energètics passen a ser ingressos.

### Cost de l'energia
Tota energia té un cost econòmic real, que es pot descompondre en diferents ítems:
1. Cost de compra d'electricitat o combustible
2. Costos fixos (interessos de capital, assegurança, manteniment, recanvis, equips…)
3. Costs variables (tractaments de residus, despeses no previsibles…)

L'eficiència energètica té un condicionant, la rendibilitat econòmica. El procediment clàssic del càlcul de la rendibilitat és tenir el coneixement de la inversió efectuada i l'estalvi econòmic obtingut. Per tal de poder fer un estudi detallat es necessita conèixer paràmetres tals com:
1. Inversió: Valoració dels equips que s'han d'adquirir i treballs que s'han de dur a terme. Per tal d'avaluar les diferents inversions s'utilitzen les relacions de rendibilitat següents: Pay-back (període d'amortització bruta): PB = I/AEA (temps de retorn de la inversió).
2. Disminució anual dels costs energètics: Valoració de l'estalvi en els costs energètics deguts a la implantació de la millora energètica.
3. Augment dels costs de manteniment i operació: Valoració de l'increment anual d'aquests costs associats a la millora energètica introduïda.
4. Estalvi econòmic anual: Valoració de l'estalvi resultant, que s'obté a partir de: AEA = DCE – ACMO
5. Índex de rendiment indirectes: relacionen el benefici al llarg de la vida de l'equip: Rendiment brut d'inversió. Per tal de determinar-ho es necessiten conceptes com ara la vida útil de l'equip i l'estalvi econòmic durant el projecte.
6. Rendiment brut anual: Serveix per calcular l'estalvi anual, que sol ser més operatiu:
7. Taxa de retorn de la inversió: A través d'aquest indicador es pretén disposar d'una base per comparar diferents alternatives d'inversió.

## Auditors
L'auditor energètic és el professional que realitza l'auditoria, en alguns casos coordinant a un grup de treball, per l'amplitud i complexitat de la instal·lació de la qual fan l'estudi. La diversitat de les empreses amb processos prou diferenciats, i amb diferent orientació de cara al consum, exigeixen que l'auditor tingui una formació ampla i profunda. És per això que l'auditor energètic ha de posseir els coneixements necessaris per a la realització de càlculs tècnics i econòmics, a la vegada que ha de tenir la capacitat de lideratge i gestió necessaris per a prendre decisions o les mesures que calguin. Per tant, seran enginyers o tècnics en especialitats energètiques les persones que ocuparan aquest càrrec. Tanmateix, a més de la base teòrica, han de tenir una ampla experiència professional de treball en plantes, de disseny i/o de realització d'auditories energètiques.
La UNE-EN 16247-1 ho defineix com persona, grup de persones o organisme que realitza una auditoria energètica.
Segons el Reial Decret 56/2016, les persones físiques que vulguin exercir l'activitat professional d'auditor han de complir alguna de les condicions següents:
a) Estar en possessió d'una titulació universitària oficial o altres llicenciatures, Graus o Màster universitaris en els quals s'imparteixin coneixements bàsics d'energia, instal·lacions dels edificis, processos industrials, comptabilitat energètica, equips de mesura i presa de dades i tècniques d'estalvi energètic, o bé;
b) Tenir els coneixements teòrics i pràctics sobre les auditories energètiques, entenent que posseeixen aquests coneixements les persones que acreditin alguna de les següents situacions:
1. a) Disposar d'un títol de formació professional o un certificat de professionalitat inclòs en el Catàleg Nacional de Qualificacions Professionals l'àmbit competencial que inclogui matèries relatives a les auditories energètiques.
2. a) Tenir reconeguda una competència professional adquirida per experiència laboral, d'acord amb el que estipula el Reial Decret 1224/2009, de 17 de juliol, de reconeixement de les competències professionals adquirides per experiència laboral, en matèria d'auditories energètiques.

Les persones físiques o jurídiques que vulguin realitzar auditories energètiques segons el RD56/2016 també hauran d'habilitar-se com a proveïdors de serveis energètics, prèviament a l'inici de la seva activitat.

## Beneficis
1. Optimització del consum energètic, cosa que es tradueix en una important reducció dels costos.
2. Augmentar el temps de vida dels equips, ja que s'assegura que aquests treballen en les condicions més adequades, evitant sobredimensionaments o sobrecàrregues.
3. Millorar la competitivitat de l'empresa en reduir-se els costos de producció.
4. Major respecte i conservació del medi ambient, ja que, com que no es consumeix més energia que la necessària, es disminueixen les emissions de CO2, tant en la planta com en la producció de l'electricitat consumida. Tot es tradueix en una contribució a la millora de l'escalfament global i en una millora de la imatge de l'empresa en contribuir al benestar social.

Tècniques que es poden fer servir:

### Millores pràtiques
Les millores pràctiques són mètodes identificats per l'experiència conjunta de molts usuaris i experts en energia, sobre la millor forma de dissenyar, desenvolupar, implantar, operar i mantenir els sistemes productius i els serveis de les fàbriques per a aconseguir una major eficiència energètica en un àmbit determinat. La realització dels prediagnòstics i auditories permeten recopilar les millores pràctiques energètiques desenvolupades intuïtivament en les fàbriques visitades, i la seva posterior normalització i presentació per a profit del col·lectiu industrial.

### Estudi comparatiu
El benchmarking energètic (estudi comparatiu) es desenvolupa per a conèixer l'estat del consum energètic de diverses empreses del mateix sector, i comparar de manera sistematitzada les diferents característiques del consum d'energia. És una informació molt valuosa per a detectar l'excel·lència energètica i així, prendre decisions sobre reformes o noves inversions, sense haver de reinventar des de zero, reduint costos i temps. El benchmarking ha d'incloure diferents elements, perquè sigui efectiu:
1. Variables energètiques a comparar i les condicions de comparança. Importància relativa de cada variable.
2. Característiques similars entre empreses estudiades.
3. Elements avaluats. Classificació i agrupació: característiques i valors.
4. Projectes innovadors, avantatges competitius, deficiències i àrees d'oportunitat.